# Saint-Sauveur-Marville

Saint-Sauveur-Marville este o comună în departamentul Eure-et-Loir, Franța. În 1 ianuarie 2022 avea o populație de 927 de locuitori.